# Daewoo

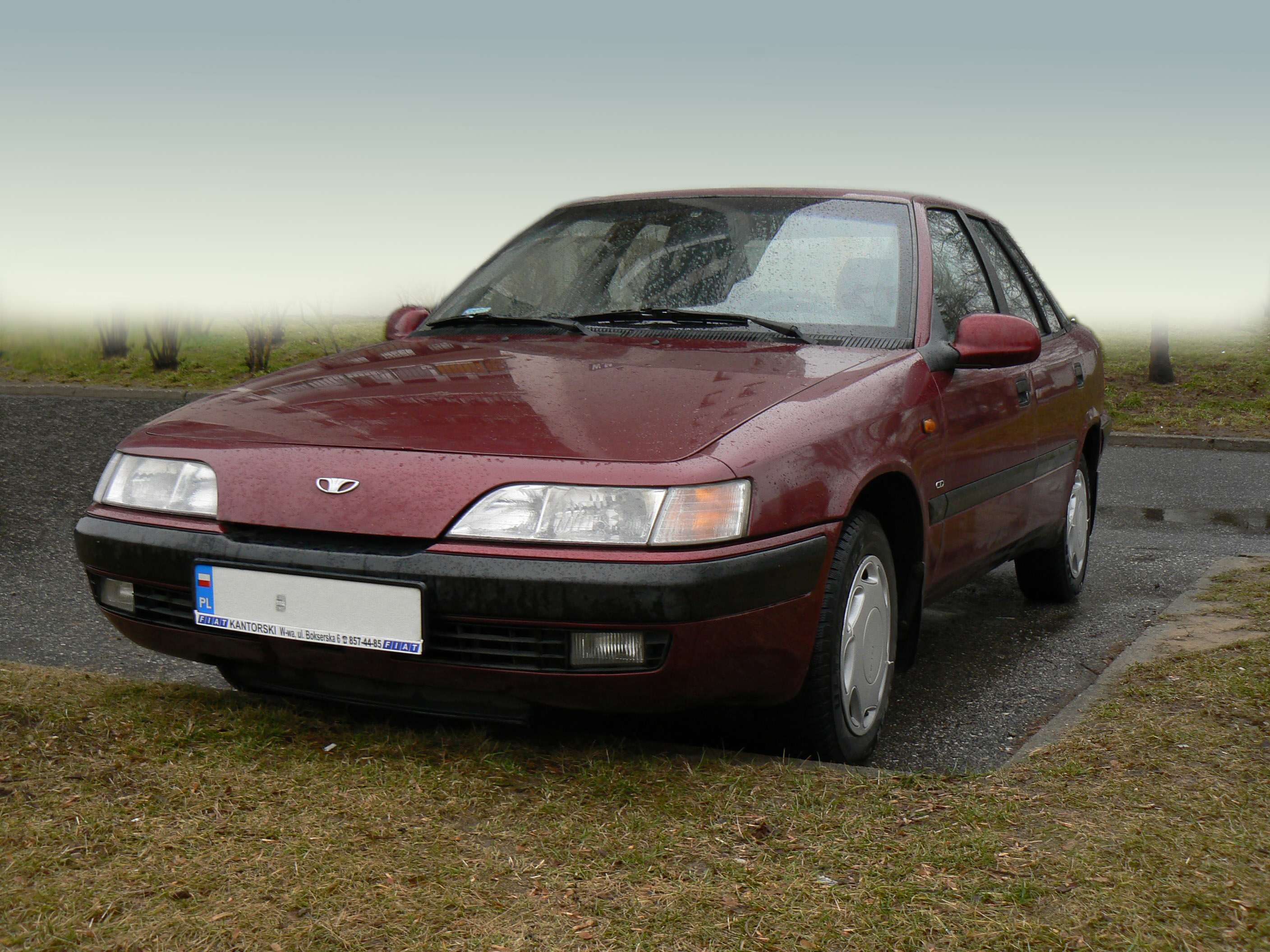
Daewoo Espero

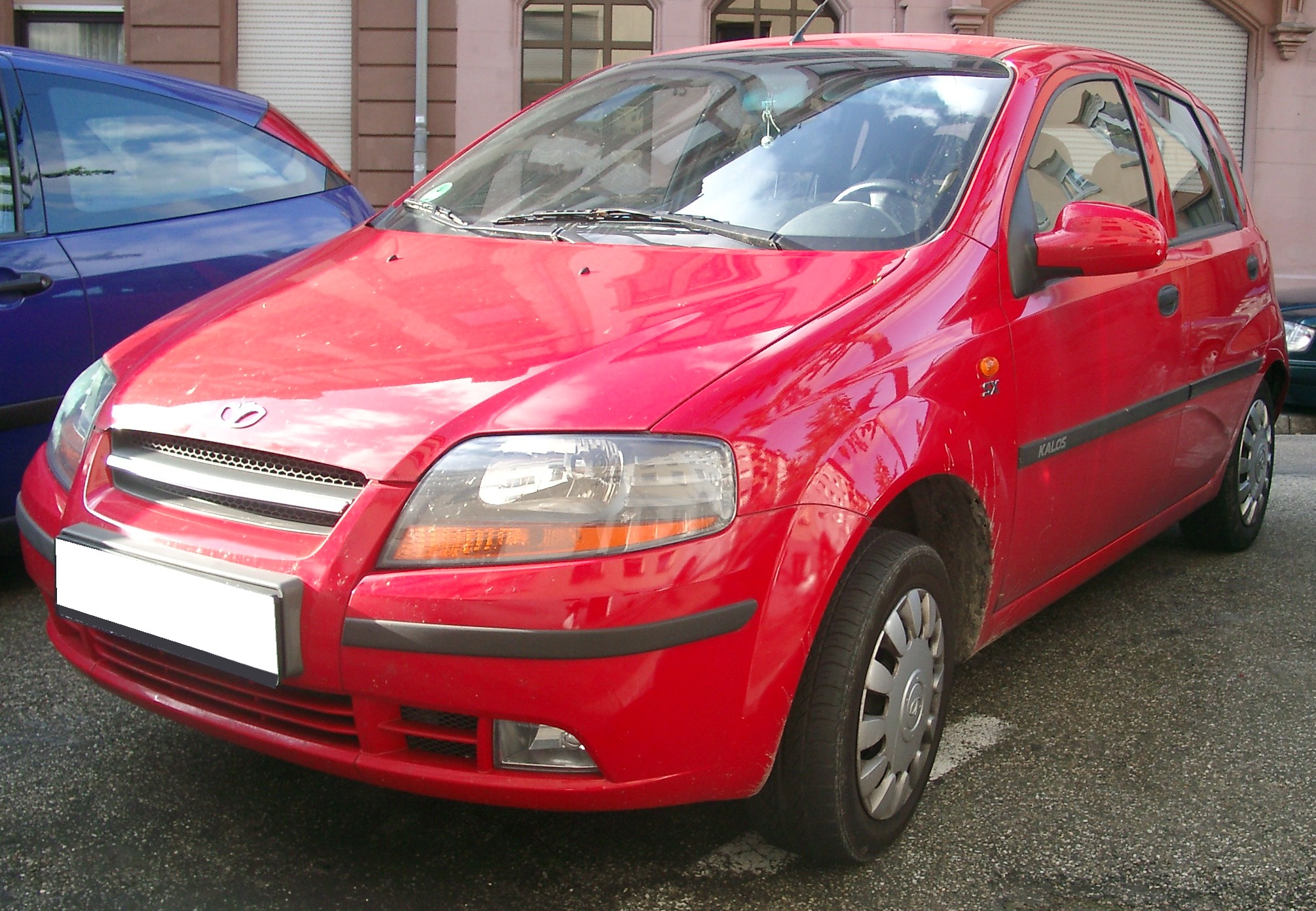
Daewoo Kalos

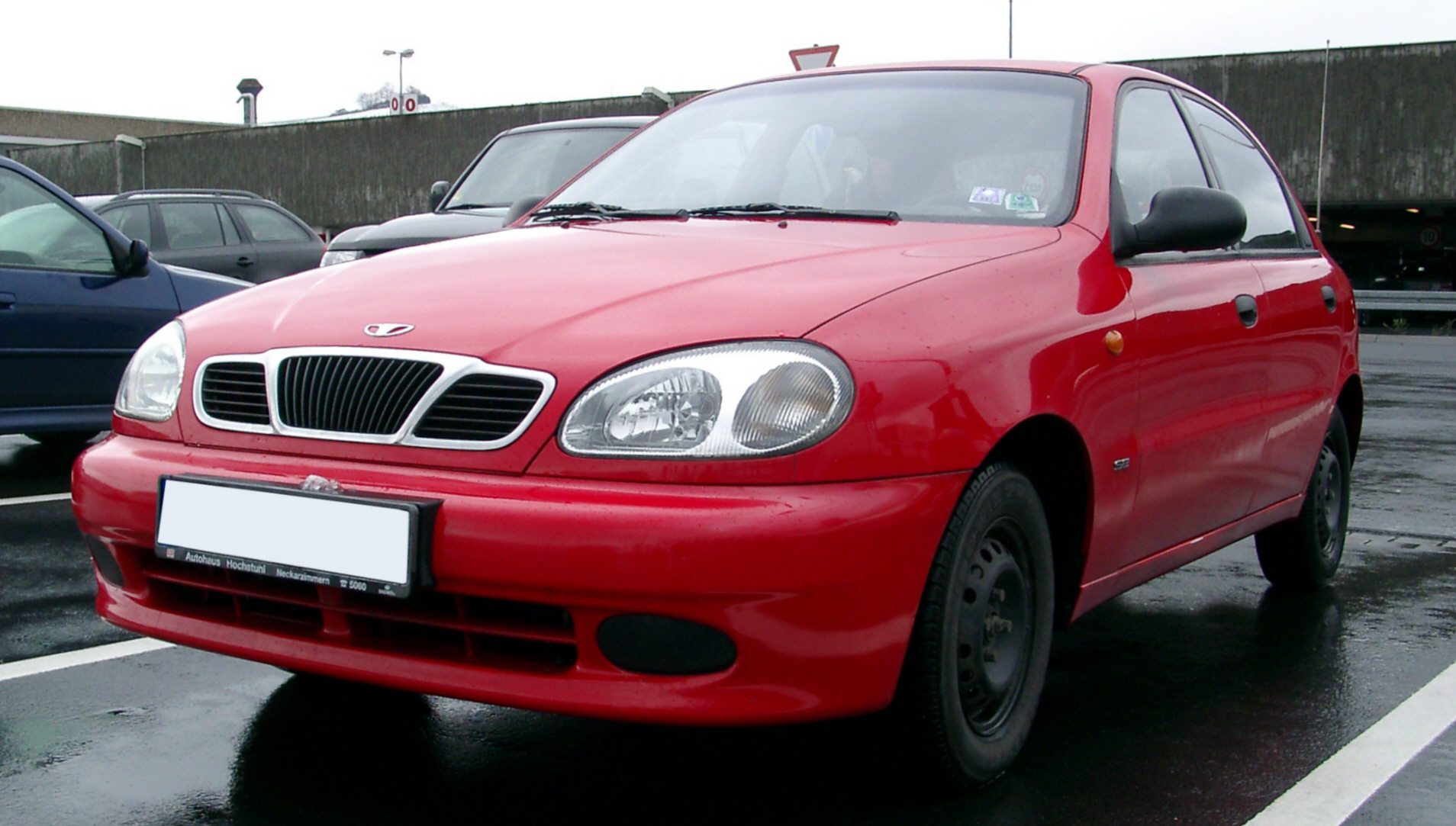
Daewoo Lanos

Daewoo (korejsky 대우) je zaniklý jihokorejský koncern zabývající širokým oborem činností (čebol) zahrnující výrobu automobilů a elektroniky, finanční služby a stavebnictví. Založil ji Kim Woo-jung 22. března 1967.[zdroj?] Dnes automobilka patří GM (dnes vlastněná čínským SAIC) a v Asii je známá jako GM Daewoo.[zdroj?]

## Modely automobilů
- Cielo
- Chairman
- Damas
- Espero
- Evanda
- Gentra
- Honker
- Kalos
- Korando
- Lanos
- Leganza
- Lublin
- Matiz
- Musso
- Nexia
- Nubira
- Prince
- Racer
- Statesman
- Tacuma
- Tico
- Tosca
- Win-Storm
- Lacetti